# Dragogna (Pirano)
Dragogna (in sloveno Dragonja) è un insediamento (naselje) nella municipalità di Pirano nella regione statistica del Litorale-Carso in Slovenia, si trova sulla riva destra del fiume Dragogna ed è l'ultimo paese sloveno prima del confine con la Croazia, alla fine infatti ci sono i controlli di frontiera tra i paesi.

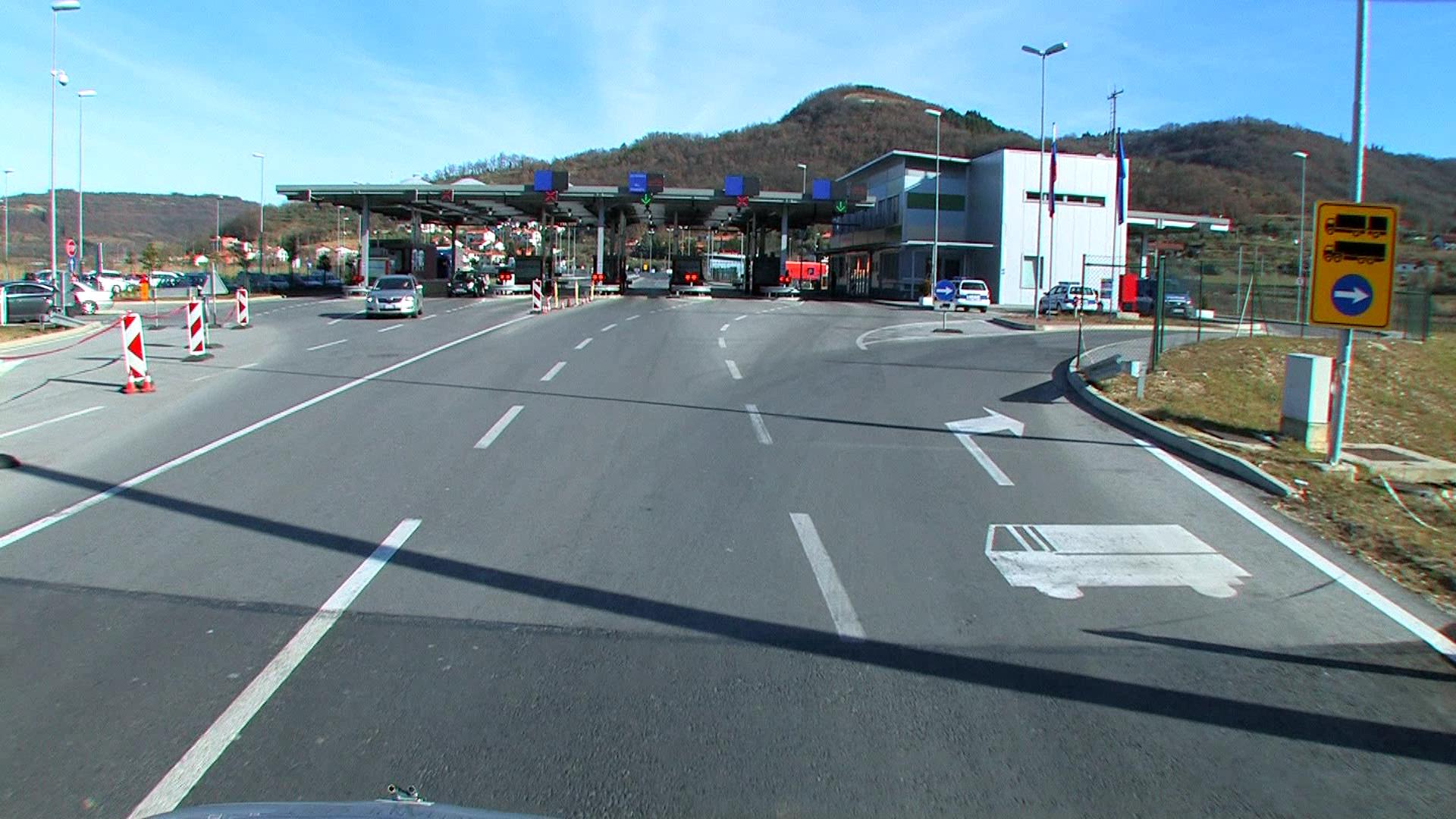
Il confine sloveno/croato